# 魔塔大陸系列
魔塔大陸系列是由日本Gust及万普共同開發的電子角色扮演遊戲系列，共有3部作品，並出版有週邊漫畫及OVA動畫。

## 世界觀

### 歷史概要
在遠古時曾存在一群能引出「詩」之力的人們，人們稱之為「月奏」。
然而「月奏」在經過「實證主義」的盛興而逐漸衰退的數千年後，出現了一名發現「唄石」中隱藏著音之力的男子，進而開始發展「音科學」。
爾後人們開始研究「唄石」，並建造增幅塔及人工生命體－詩魔法少女（レーヴァテイル ）。

### 塔
塔的建造是開始於第一紀中，2932年～2968年建造最初的塔－原初之塔，在2983年～3013年所建造的增幅塔－塔的名字是Ar tonelico，並在3026年開始著手建造第二及第三增幅塔。由於第一紀末（3040年）人們因大慘事而失去大地，故在遊戲舞臺的第三紀中（3770～）人們僅能生活在依附於其上的浮游大陸。在此世界裡共存在有3座增幅塔，每一座塔分別由一個源血種的詩魔法少女所管理，分別為修雷麗亞所在的索‧希艾爾、芙蕾麗亞所在的梅塔‧法利卡以及迪莉娅的塔。在Hymmnos语中，“Ar tonelico”的意思是：唯一的神木。

### 詩魔法少女 Revatail
詩魔法少女是一種能詠唱詩魔法的少女，由於其遺傳因子不出現於Y染色體中，故必為女性。其中共可分為3種類：源血種、β純血種及第三世代。中國大陆一般译作雷瓦蒂尔。
源血種為第一紀（3031年）所開發的人工生命體（源血種），共有三位分別為修雷麗亞、芙蕾麗亞以及迪莉娅。
而β純血種則是源血種的複製人，數量相當的稀少，平均壽命約為150歲，目前遊戲中有出現的是彌紗及謬魯。
第三世代為人類與詩魔法少女的混血兒，相較於前兩者來說能力較弱且壽命較短，在植晶點出現後若不定期植入延命水晶的話，頂多活到20歲左右。即使有每三月补充一次，寿命也仅有40岁。

### 詩 Hymmnos
Hymmnos語是此遊戲的自創語言，是古時月奏的祈禱師們所用的咒語，藉詠唱「詩」以驅使神祕的力量，
在遊戲中詩魔法少女們藉著詠唱「詩」將思念透過增幅塔而將「詩魔法」具現化。
詩魔法少女因意識裡與塔連結，因此不用學習就能認識Hymmnos语的文字，且可以藉由從詩歌水晶中下載來習得「詩」。

### 精神世界 Cosmosphere
詩魔法少女的心中存在有「精神世界」，而每一位詩魔法少女的精神世界皆不相同且有各自的「心之護」作為精神世界的嚮導，精神世界中多半是反應詩魔法少女的內心，身為詩魔法少女的搭檔需藉由潛入（dive）進入並干涉，以結開詩魔法少女的心結並且強化彼此的關係。詩魔法少女亦可藉此習得新的詩魔法以及裝備服裝。一般精神世界共有9層，然而梅塔‧法利卡中的I.P.D.頂多只會到第7層也沒有「心之護」，而源血種的精神世界是直接連繫於二進位領域（バイナリ野）因此沒有所謂的精神世界，但能在二進位領域中自創世界。

### 大慘事
第一紀末時，人們過分倚賴音科學，在經過與阿爾托內里可所在的艾爾・愛雷米與敵對國產生對立後，敵對國藉助了具有超常能力的堤爾族來破壞塔，導致塔的魔力因失控而放出，放出的魔力在空中形成了電漿之海，湧出覆蓋世界成為死之雲海。大地因此而不再適合居住，人們此後僅能依附於塔上而生存。後世稱此悲劇為「葛拉斯諾茵菲利亞（グラスノインフェリア）」。

## 遊戲

### 魔塔大陸 在世界終結續詠詩篇的少女
本作為PlayStation 2平台電子角色扮演遊戲，最初於2006年在日本發售，是系列的第一作。本作藉由潛入系統深入女主角們的內心世界，加深彼此的關係以使女主角們習得魔法，並可取得各式服裝提升不同能力。此外“夜会话”系統及各個調合事件等元素也是本遊戲的特點之一。

### 魔塔大陸2 少女們於世界中迴響的創造詩
系列第二作，最初于2007年在日本發行。舞台從一代「阿爾托內里可」塔所在的索‧希艾爾轉移到梅塔‧法爾斯。本作強化了戰鬥中的少女謢衛模式並增加了雙人詠唱模式、合體詩魔法，另外還增加入浴系統來強化女主角、I.P.D.保護行動以及店家的協力調合。

### 魔塔大陸3 終結世界的少女詩歌
系列第三作，也是设定上魔塔大陸三部曲的終章，最初于2010年在日本发行。舞台是推到了前作之後的數年，位於同一星球上的不同地域「索·庫拉斯達」。相較於前兩作都是於PlayStation 2平台上的作品，本作則是移植到了PlayStation 3上去進行。角色圖像也從2D提升到了3D的層次，另外，本作中還開發了獨有的新技術「詩調合系統」，能夠讓玩家透過自己選擇音樂素材，對配樂進行及时混音，讓遊戲的戰鬥更加符合了「隨著戰況改變所詠唱的詩歌」的設定宗旨。

## 音樂

### 原聲帶
- アルトネリコ 世界の終わりで詩い続ける少女 オリジナルサウンドトラック （2005年12月21日 發售）
- アルトネリコ2 世界に響く少女たちの創造詩（メタファリカ） オリジナルサウンドトラック （2007年10月10日 發售）
- アルトネリコ３　世界終焉の引鉄は少女の詩が弾く オリジナルサウンドトラック　（2010年1月27日 發售）

### 音樂專輯
- 月奏～ツキカナデ -Ar tonelico Hymmnos concert Side 紅- （2006年1月25日 發售）
- 星詠～ホシヨミ -Ar tonelico Hymmnos concert Side 蒼- （2006年1月25日 發售）
- RAKA（志方あきこ第二張個人專輯）　收錄主題曲「謳う丘」的完整版。 （2006年10月25日發售）
- 焔～ホムラ -Ar tonelico2 Hymmnos concert Side 紅- （2007年10月24日 發售）
- 澪～ミオ -Ar tonelico2 Hymmnos concert Side 蒼-　 （2007年10月24日 發售）
- 珠洲ノ宮〜SUZUNO=MIYA ArTonelicoIII hymmnos concert side.紅〜　（2010年1月27日 發售）
- 咲夜琉命〜SAKIYA=RUMEI ArTonelicoIII hymmnos concert side.蒼〜（2010年1月27日 發售）

## 廣播劇
- ドラマCD アルトネリコ 第1巻 side.オリカ （2006年3月24日 發售）
- ドラマCD アルトネリコ 第2巻 side.彌紗 （2006年4月21日 發售）
- ドラマCD アルトネリコ 第3巻 side.シュレリア （2006年9月22日 發售）
- ドラマCD アルトネリコ 第4巻 side.Extra （2006年10月25日 發售）
- クレア～そよかぜの約束～-Ar tonelico hymmnos Musical- （2006年8月30日 發售）
- スピカ～心が紡ぐ贈りもの～-Ar tonelico hymmnos Musical- （2007年2月28日 發售）
- ドラマCD アルトネリコ２ Vol.1 SIDE ルカ（2008年2月27日 發售）
- ドラマCD アルトネリコ２ Vol.2 SIDE クローシェ（2008年3月26日 發售）
- ドラマCD アルトネリコ２ Vol.3 SIDE ジャクリ（2008年9月26日 發售）
- ドラマCD アルトネリコ２ Vol.4 SIDE EXTRA（2008年10月24日 發售）

## 動畫
OVA アルトネリコ 世界の終わりで詩い続ける少女
于2006年3月22日發售的OVA動畫，內容約長50分鐘，大略描述故事開始的序盤，全1話。特典的音樂CD所收錄的曲目如下：
- EXEC_HYMME_LUMINOUS_DEF/. （石橋優子）
- EXEC_HYMME_LIFE/. （霜月はるか）
- EXEC_HYMME_MOISKYRIE/. （霜月はるか）
- EXEC_HYMME_LUMINOUS_DEF/. (カラオケ Ver.)
- EXEC_HYMME_LIFE W:R:S/. (カラオケ Ver.)
- EXEC_HYMME_MOISKYRIE/. (カラオケ Ver.)

## 漫畫

### Ar tonelico -arpeggio-
作者為あやめぐむ，單行本全3卷。本作構築在塔「阿爾托內里可」舞台下的原創劇情。

#### 故事概要
一位住在螢火橫巷的青年艾斯帕達（エスパーダ），有一天從他父親的好友凱隆（カウロン）聽說詩魔法少女間開始流行未知疾病，但由於艾斯帕達在幼年時目睹了父親被暴走的詩魔法少女所殺害，因此相當討厭詩魔法少女所以並不感興趣。然而就在高隆研究所中突然遭到暴走的詩魔法少女襲擊，在艾斯帕達陷入苦戰時堤爾族的亞達吉歐（アダジオ）以及詩魔法少女索妮德（ソネット）相繼出現，故事就此展開。

#### 主要人物
艾斯帕達・里特（エスパーダ・リード）
漫畫版的主角。平常以到世界各地探險、採集高品質的葛拉斯諾結晶為生，劍術非常高強。過去曾是個開朗活潑的孩子，但在幼年時目睹了父親被暴走的詩魔法少女所殺害後失去笑容。和萊納相反，對不認識的人相當冷淡且抱有警戒心。艾斯帕達所代表的是西班牙語中「劍」的意思。
索妮德（ソネット）
為第三世代詩魔法少女，個性認真且具有強烈的責任感，為了尋找遏止「Reveris病（レベリス病）」蔓延的方法，而從塔上層的普拉提那來到下層。在懂事之前就已失去雙親，而被馬斯迪克斯（マスティクス）所收養。
亞達吉歐・洛・渥迪斯（アダジオ・ロー・ウィーティス）
精力旺盛的堤爾族少年。開朗且對人親切，以「俺等（オイラ）」自稱。為了獨當一面而旅行尋找叫做「護」的小妖精。擅長操縱自然力作為魔法攻撃。
馬斯迪克斯・康塔達（マスティクス・カンタータ）
收養自幼失去雙親的索涅特（ソネット）的青年。請索妮德到塔下層尋找能解救世界的「詩歌水晶（ヒュムネクリスタル）」。
凱隆・尤格拉爾（カウロン・ユグラール）
艾斯帕達的父親(修威魯特)生前的友人。也是艾斯帕達很好的商談對向。在螢火橫巷研究「葛拉斯諾」結晶。

#### 出版書籍
| 卷數 | Mag Garden     | Mag Garden             | 東立出版社    | 東立出版社             |
| 卷數 | 發售日期       | ISBN                   | 發售日期      | ISBN                   |
| ---- | -------------- | ---------------------- | ------------- | ---------------------- |
| 1    | 2006年3月10日  | ISBN 978-4-86-127247-9 | 2008年6月20日 | ISBN 978-986-10-1637-5 |
| 2    | 2006年7月10日  | ISBN 978-4-86-127286-8 | 2008年6月20日 | ISBN 978-986-10-1638-2 |
| 3    | 2006年11月10日 | ISBN 978-4-86-127321-6 | 2008年7月4日  | ISBN 978-986-10-1639-9 |

### Ar tonelicoⅡ
作者仍為あやめぐむ，單行本全3卷。內容是根據2代遊戲的劇情改編而成。

#### 出版書籍
| 卷數 | Mag Garden     | Mag Garden             | 東立出版社     | 東立出版社             |
| 卷數 | 發售日期       | ISBN                   | 發售日期       | ISBN                   |
| ---- | -------------- | ---------------------- | -------------- | ---------------------- |
| 1    | 2007年11月10日 | ISBN 978-4-86-127442-8 | 2008年7月21日  | ISBN 978-986-10-1980-2 |
| 2    | 2008年3月10日  | ISBN 978-4-86-127476-3 | 2008年7月31日  | ISBN 978-986-10-1981-9 |
| 3    | 2008年7月10日  | ISBN 978-4-86-127513-5 | 2008年11月19日 | ISBN 978-986-10-2279-6 |

### 漫畫選集
Mag Garden
- （2006年5月22日發售、ISBN 978-4-86-127276-9）

Enterbrain
- （Broth Comics EX）

2007年12月27日發售、ISBN 978-4-7577-3935-2
- （Broth Comics EX）

2008年2月1日發售、ISBN 978-4-7577-4025-9
- （Broth Comics EX）

2008年3月31日發售、ISBN 978-4-7577-4156-0
- （Broth Comics EX）

2008年5月1日發售、ISBN 978-4-7577-4256-7
- （Clear Comics）

2010年5月15日發售、ISBN 978-4-04-726518-9
- （Clear Comics）

2010年6月15日發售、ISBN 978-4-04-726575-2

## 其他

### 部落格寵物
さぽている（Suppotail）
さぽている是官方網站「Ar Portal（アルポータル-アルトネリコ総合情報ファンサイト）」所提供的免費服務。養育一個只屬於自己的詩魔法少女，朝夕與她相處並有養成、冒險、調合等要素。因官方网站关闭，现已失效。

### Flash遊戲
FLASH COSMOSPHERE（フラッシュコスモスフィア）同樣也是官方網站「Ar Portal（アルポータル-アルトネリコ総合情報ファンサイト）」所提供的免費服務。是用滑鼠進行的AVG類型文字遊戲，主角是一位叫小貓（コネコ）的女孩，FLASH COSMOSPHERE目前共有六個章節。因官方网站关闭，现已无法游玩。

### 設定資料集
出版社：Softbank Creative
2006年4月發售、ISBN 978-4-7973-3461-6
2008年3月發售、ISBN 978-4-7973-4570-4
2010年4月發售、ISBN 978-4-7973-5879-7

### 攻略本
出版社：Enterbrain
玩家聖經（プレイヤーズバイブル、Players Bible）
- （Fami通書籍編輯部）

2006年1月26日發售、ISBN 4-7577-2639-2
- （Fami通書籍編輯部）

2007年10月25日發售、ISBN 978-4-7577-3868-3
完全攻略本（パーフェクトガイド、Perfect Guide）
- （Fami通書籍編輯部）

2006年3月31日發售、ISBN 4-7577-2757-7
- 魔塔大陸-於蒼穹之際傳唱詩歌不絕的少女-完全攻略本（青文出版社）

2006年6月1日發售、ISBN 978-986-156608-5
- （Fami通書籍編輯部）

2007年12月13日發售、ISBN 978-4-7577-3953-6
- 魔塔大陸2-少女們於世界中迴響的創造詩-完全攻略本（青文出版社）

2008年7月10日發售、ISBN 978-986-209484-6
- （Fami通書籍編輯部）

2010年3月23日發售、ISBN 978-4-04-726457-1
視覺書（ビジュアルブック、Visual Book）
- （Fami通書籍編輯部）

2010年7月7日發售、ISBN 978-4-04-726685-8

### 輕小說
- アルトネリコ　世界の終わりで詩い続ける少女（田中桂） GA文庫 （2007年3月15日發售）

## 外部連結
- 魔塔大陆系列综合情报官方网站